# République partisane de Carnie
1944 – 10 octobre 1944
Entités précédentes :
- République sociale italienne

Entités suivantes :
- République sociale italienne

La République partisane de Carnia est une éphémère république partisane italienne qui a existé du 26 septembre 1944 au 10 octobre 1944 autour d'Ampezzo, dans la province d'Udine, dans la région du Frioul-Vénétie Julienne, au nord-est de l'Italie, en tant que résistance locale face au gouvernement de la République sociale durant la Seconde Guerre mondiale.